# Paretaxalus mucronatus
Paretaxalus mucronatus là một loài bọ cánh cứng trong họ Cerambycidae.